# Catholic Discipline
 (mars 2024).
La mise en forme du texte ne suit pas les recommandations de Wikipédia : il faut le « wikifier ».
Les points d'amélioration suivants sont les cas les plus fréquents. Le détail des points à revoir est peut-être précisé sur la page de discussion.
- Les titres sont pré-formatés par le logiciel. Ils ne sont ni en capitales, ni en gras.
- Le texte ne doit pas être écrit en capitales (les noms de famille non plus), ni en gras, ni en italique, ni en « petit »…
- Le gras n'est utilisé que pour surligner le titre de l'article dans l'introduction, une seule fois.
- L'italique est rarement utilisé : mots en langue étrangère, titres d'œuvres, noms de bateaux, etc.
- Les citations ne sont pas en italique mais en corps de texte normal. Elles sont entourées par des guillemets français : « et ».
- Les listes à puces sont à éviter, des paragraphes rédigés étant largement préférés. Les tableaux sont à réserver à la présentation de données structurées (résultats, etc.).
- Les appels de note de bas de page (petits chiffres en exposant, introduits par l'outil «  Source ») sont à placer entre la fin de phrase et le point final[comme ça].
- Les liens internes (vers d'autres articles de Wikipédia) sont à choisir avec parcimonie. Créez des liens vers des articles approfondissant le sujet. Les termes génériques sans rapport avec le sujet sont à éviter, ainsi que les répétitions de liens vers un même terme.
- Les liens externes sont à placer uniquement dans une section « Liens externes », à la fin de l'article. Ces liens sont à choisir avec parcimonie suivant les règles définies. Si un lien sert de source à l'article, son insertion dans le texte est à faire par les notes de bas de page.
- La présentation des références doit suivre les conventions bibliographiques. Il est recommandé d'utiliser les modèles {{Ouvrage}}, {{Chapitre}}, {{Article}}, {{Lien web}} et/ou {{Bibliographie}}. Le mode d'édition visuel peut mettre en forme automatiquement les références.
- Insérer une infobox (cadre d'informations à droite) n'est pas obligatoire pour parachever la mise en page.

Pour une aide détaillée, merci de consulter Aide:Wikification.
Si vous pensez que ces points ont été résolus, vous pouvez retirer ce bandeau et améliorer la mise en forme d'un autre article.
Catholic Discipline est un groupe américain de punk rock et new wave, formé en 1979 à San Francisco, en Californie, par Claude Bessy, éditeur de Slash Fanzine. La formation initiale du groupe comprenait Bessy au chant, Phranc à la guitare, Rick Brodey à la basse, Richard Meade aux claviers et Craig Lee à la batterie.

## Histoire
Le groupe est fondé en 1979 à San Francisco. Il joue pour la première fois au Hong Kong Café, en août 1979, puis entame une tournée dans la région de Los Angeles. Après les premiers concerts, Meade est remplacé par le claviériste Robert Lopez. Le groupe est connu pour son apparition dans le film documentaire de Penelope Spheeris de 1980 , The Decline of Western Civilization, aux côtés d'autres groupes punk rock tels que Black Flag, Fear, X, Circle Jerks, Germs et Alice Bag Band Le groupe se dissout au printemps 1980. Une compilation des morceaux live du groupe, Underground Babylon, est sortie en 2004 via Artifix Records.
Au cours de l'existence du groupe, tous les membres font également partie d'autres groupes. Phranc était claviériste pour Nervous Gender  et Craig Lee était le guitariste de Bags. Robert Lopez a déjà joué avec The Zeros et Rick Brodey a été l'un des premiers membres des Bpeople. Phranc a soutenu que Catholic Discipline « n'a jamais été une véritable situation de « groupe » ». Elle a ajouté: "Tout le monde faisait partie d'au moins un ou deux autres groupes. Certains d'entre eux étaient des conflits d'intérêts ou des conflits de personnalité, mais la façon dont cela a commencé et terminé était parfaite",.
Après la disparition du groupe, Bessy déménage au Royaume-Uni et devient attaché de presse pour Rough Trade Records. Il a également travaillé comme vidéaste à l'Haçienda et producteur de vidéoclips. Phranc s'est lancé dans une carrière solo en tant qu'auteur-compositeur-interprète folk et Robert Lopez a commencé à se produire sous le nom d'El Vez. Craig Lee est devenu contributeur de Flipside et rédacteur musical de LA Weekly . Lee a également co-écrit le livre Hardcore California: A History of Punk and New Wave. Il est décédé en 1991 des suites de complications liées au SIDA.

## Membres
- Claude Bessy – chant (1979-1980)
- Phranc – guitare (1979-1980)
- Craig Lee – batterie (1979-1980) [10]
- Rick Brodey (AKA : Rick Jaffe, Rick Morrison) [11] – basse (1979-1980) [12],[13]
- Richard Meade - claviers (1979-1980)
- El Vez (Robert Lopez) – claviers (1980)

## Discographie
Underground Babylon (2004)

## Apparitions au cinéma
- "Barbee Doll Lust" – The Decline of Western Civilization (January 19, 1980)
- "Underground Babylon" – The Decline of Western Civilization (January 19, 1980)